# Питома поверхня
Пито́ма пове́рхня (англ. specific surface area, SSA) — усереднена характеристика поверхні внутрішніх порожнин (каналів, пор) пористого тіла або сумарної зовнішньої поверхні частинок роздробленої фази дисперсної системи. Визначається як загальна площа поверхні матеріалу на одиницю маси,  (з одиницями м2 / кг або м2 / г)  для твердого або насипного об’єму  (одиниці м2 / м3 або м − 1).

## Вираження питомої поверхні
Питому поверхню виражають відношенням загальної поверхні пористого або диспергованого у даному середовищі тіла до його об'єму (вимірюється у м²/м³ або м−1) або маси (м²/кг або м²/г). Питома поверхня є пропорційною до дисперсності  або обернено пропорційною до розміру часток дисперсної фази.

## Значення величин питомої поверхні
Від величини питомої поверхні залежать поглинальна здатність адсорбентів, ефективність твердих каталізаторів, властивості фільтрувальних матеріалів. Питома поверхня активного вугілля становить 500—1500, силікагелів — до 800, макропористих іонообмінних смол — не більше від 70, а діатомітових носіїв для газорідинної хроматографії — менше від 10 м²/г.
Питома поверхня характеризує дисперсність порошкоподібних матеріалів: мінеральних в'яжучих речовин, наповнювачів, пігментів, пилоподібного палива тощо. Величина їх питомої поверхні зазвичай перебуває в межах від десятих часток до декількох десятків м² /г.

## Визначення питомої поверхні
Питому поверхню найчастіше визначають за кількістю адсорбованого матеріалом інертного газу (метод БЕТ) та за повітропроникністю шару порошку або пористого матеріалу (метод Товарова). Адсорбційні методи дозволяють отримувати найбільш достовірні дані.
Вимірювана величина питомої поверхні залежить від розмірів сорбованих молекул. Одна і та ж речовина при сорбції крупних молекул має меншу питому поверхню, при сорбції дрібних молекул має більшу питому поверхню. Для крупних молекул поверхня дрібних пор, виміряна сорбцією дрібних молекул, як би і не існує. Тому, крім питомої поверхні, важливою характеристикою пористих тіл є розподіл поверхні пор за радіусами пор.